# Episodi di Crossing Lines (terza stagione)
La terza stagione della serie televisiva Crossing Lines, composta da dodici episodi è stata trasmessa negli Stati Uniti dal 30 settembre al 4 dicembre 2015.
In Italia è stata pubblicata a partire dal 1º settembre 2016 sul servizio di streaming on demand Netflix.
| nº | Titolo originale    | Titolo italiano      | Pubblicazione USA | Pubblicazione Italia |
| -- | ------------------- | -------------------- | ----------------- | -------------------- |
| 1  | Redux               | Redux                | 30 settembre 2015 | 1º settembre 2016    |
| 2  | Whistleblower       | L'informatore        | 30 settembre 2015 | 1º settembre 2016    |
| 3  | In Loco Parentis    | In Loco Parentis     | 3 ottobre 2015    | 1º settembre 2016    |
| 4  | Recoil              | Contraccolpo         | 13 ottobre 2015   | 1º settembre 2016    |
| 5  | Executioner         | Il carnefice         | 16 ottobre 2015   | 1º settembre 2016    |
| 6  | Lost and Found      | Il contagio          | 23 ottobre 2015   | 1º settembre 2016    |
| 7  | Danger              | La tratta            | 30 ottobre 2015   | 1º settembre 2016    |
| 8  | Heat                | Un carico pericoloso | 6 novembre 2015   | 1º settembre 2016    |
| 9  | Enemy of the People | Il nemico del popolo | 13 novembre 2015  | 1º settembre 2016    |
| 10 | Penalty             | Punizione            | 20 novembre 2015  | 1º settembre 2016    |
| 11 | Exponer             | Rivelazioni          | 27 novembre 2015  | 1º settembre 2016    |
| 12 | Obscura             | Obscura              | 4 dicembre 2015   | 1º settembre 2016    |

## Redux
- Titolo originale: Redux
- Diretto da: Niall MacCormick
- Scritto da: Frank Spotnitz

### Trama
Sei mesi dopo, uno dei principali procuratori di Dorn scompare e, per questo motivo, deve riattivare la squadra dell'ICC per trovarla. L'esperto di rapimenti Marco e Carine, un abile investigatore, sono i nuovi membri della squadra che si uniscono a Sebastian e Arabela.

## L'informatore
- Titolo originale: Whistleblower
- Diretto da: Niall MacCormick
- Scritto da: Wendy Battles

### Trama
Nuove prove portano il team a rivalutare il loro principale sospettato e prestare molta attenzione all'informatore nascosto di Sophie.

## In loco parentis
- Titolo originale: In loco parentis
- Diretto da: Ashley Pearce
- Scritto da: Francesca Gardiner

### Trama
Quando l'ICC assume il caso di una ragazza che si crede vittima della tratta di esseri umani, gli indizi portano a una rivelazione oscura e inquietante.

## Contraccolpo
- Titolo originale: Recoil
- Diretto da: Sue Tully
- Scritto da: Spencer Hudnut e Francesca Gardiner

### Trama
Quando una tragedia si abbatte su una scuola privata europea, l'unità transfrontaliera rivela prove di una verità molto più complicata.

## Il carnefice
- Titolo originale: Executioner
- Diretto da: Sue Tully
- Scritto da: James Moran

### Trama
Tutto non è come appare quando l'unità viaggia in Italia per indagare sull'assassinio di un funzionario giudiziario antimafia.

## Contagio
- Titolo originale: Lost and Found
- Diretto da: Niall MacCormick
- Scritto da: Nicholas Meyer

### Trama
Quando un noto assassino riavvia la sua follia omicida, una serie di eventi porta la squadra a indagare su un gruppo legato alla giustizia sociale.

## La tratta
- Titolo originale: Danger
- Diretto da: Ashley Pearce
- Scritto da: Corinne Marrinan

### Trama
Un criminale noto viene aggredito ma muore per una malattia contagiosa piuttosto che per le ferite. La squadra tenta di rintracciare chiunque sia stato in contatto con lui.

## Un carico pericoloso
- Titolo originale: Heat
- Diretto da: Kerric MacDonald
- Scritto da: Bem Harris

### Trama
Carine si scontra con l'ex collega di Dorn quando viene coinvolto in un nuovo caso: un carico di materiale altamente radioattivo rubato da una centrale nucleare.

## Il nemico del popolo
- Titolo originale: Enemy of the People
- Diretto da: Kerric MacDonald
- Scritto da: Frank Spotnitz e Jimmy Dowdall

### Trama
Un giornalista, noto per i suoi fumetti, è sul punto di dara un'importante storia dell'unità di Dorn, ma finisce vittima di un omicidio.

## Punizione
- Titolo originale: Penalty
- Diretto da: Sue Tully
- Scritto da: Jason Sutton e Bem Harris

### Trama
Un'indagine sulle morti di funzionari che lavorano a un progetto idroelettrico solleva sospetti su una cospirazione.

## Rivelazioni
- Titolo originale: Exponer
- Diretto da: Michael Wenning
- Scritto da: Timothy Prager

### Trama
Ciò che inizia come un presunto crimine di odio basato sulla razza diretto contro i giocatori di calcio neri porta a un losco giro d'affari.

## Obscura
- Titolo originale: Obscura
- Diretto da: Ashley Pearce
- Scritto da: Wendy Battles

### Trama
Una killer russa, in pensione, cerca vendetta contro i leader di un fanatico partito politico di destra e la squadra dell'ICC deve fermarla proteggendo le possibili vittime.